# 羅仁貴
羅仁貴（西拉雅語：Akey Tagalomay），台灣原住民西拉雅族，台灣基督長老教會牧師，曾任台灣基督長老教會台南東門巴克禮紀念教會主任牧師、台灣基督長老教會議長、喜樂島聯盟首任黨主席。

## 生平

### 喜樂島聯盟黨主席
2019年7月20日，台灣獨立運動政團喜樂島聯盟召開「政黨成立大會」，會中由黨員投票選出黨主席以及決策委員，經開票統計後由台灣基督長老教會牧師羅仁貴同額競選當選首任黨主席。羅仁貴接受採訪時表示，「討厭民主進步黨」已成為現在台灣最大黨，喜樂島提供了不滿蔡英文政府執政、又不願意看到中國國民黨重掌政權的中間選民另一個選擇。
2019年8月5日，羅仁貴接受《政經關不了》專訪時透露，喜樂島聯盟決策委員會決議要提名總統候選人，且區域立法委員候選人提名不只十人、各選舉區盡可能提名提滿，力拚2020年至少成為立法院第三大黨。
2019年8月7日，羅仁貴與美國在台協會高雄辦事處處長歐雨修會面，據報導這場會面是由美國在台協會方面主動提出，歐雨修則與羅仁貴的會面中，除了表達這是禮貌性的拜訪、給予喜樂島組黨祝福外，更強調美國非常重視台灣，並強調包括《台灣旅行法》（Taiwan Travel Act）、《2018年亞洲再保證倡議法》（Asia Reassurance Initiative Act of 2018）及中美三個聯合公報（Three Joint Communiqués）等，都可看出美國對台灣更加友善、積極。
2020年10月17日，喜樂島聯盟黨主席羅仁貴辭職，施正鋒為第二任黨主席。